# Camping (film 1957)
Camping è un film del 1958 diretto da Franco Zeffirelli.

## Trama
I due giovani fidanzati Tao e Valeria decidono di andarsi a godere una bella vacanza in intimità, lontani dalla solita routine quotidiana. Ma i genitori di Valeria, diffidenti nei confronti del ragazzo, vogliono che con loro parta anche Nino, il fratello di Valeria.
Dopo un viaggio pieno di peripezie, a bordo di un sidecar, si ritrovano in un camping popolato in prevalenza da turisti di nazionalità tedesca, che vengono attratti dalla bellezza ammaliante di Valeria, che dovrà subire il costante controllo del suo fidanzato e di suo fratello.

## Accoglienza

### Incassi
Incasso accertato a tutto il 31 marzo 1964: £ 330.693.052.

### Critica
Su Il Messaggero del 6 aprile 1958: "Ecco un altro film realizzato con pochi mezzi, assai sciocco nelle intenzioni, neanche privo di volgarità, che tuttavia si lascia vedere con facile piacevolezza e riesce in parecchi punti a divertire spensieratamente il pubblico."